# Valmir Louruz
Valmir Louruz (13 de marzo de 1944 - 29 de abril de 2015) es un exfutbolista brasileño que se desempeñaba como defensa y entrenador.
Dirigió en equipos de Brasil como el Juventude, Pelotas, CSA, Vitória, Internacional y Figueirense. En su carrera como entrenador ha conseguido importantes éxitos en los equipos que ha dirigido, donde principalmente sobresale la Copa de Brasil 1999 con Juventude. Además entrenó a selecciones, la de Kuwait.

## Clubes

### Como futbolista
| Club          | País   | Año         |
| ------------- | ------ | ----------- |
| Pelotas       | Brasil | 1967 - 1968 |
| Palmeiras     | Brasil | 1968        |
| Internacional | Brasil | 1969 - 1971 |
| CSA           | Brasil | 1971        |

### Como entrenador
| Club                          | País           | Año         |
| ----------------------------- | -------------- | ----------- |
| Juventude                     | Brasil         | 1981        |
| Pelotas                       | Brasil         | 1981 - 1983 |
| CSA                           | Brasil         | 1984        |
| Juventude                     | Brasil         | 1984        |
| Grêmio Esportivo Brasil       | Brasil         | 1985 - 1986 |
| CSA                           | Brasil         | 1986        |
| Londrina                      | Brasil         | 1987        |
| Vitória                       | Brasil         | 1987        |
| Náutico Capibaribe            | Brasil         | 1988        |
| Vitória                       | Brasil         | 1988 - 1989 |
| Selección de fútbol de Kuwait | Kuwait         | 1990 - 1993 |
| Santa Cruz                    | Brasil         | 1994        |
| Londrina                      | Brasil         | 1995        |
| Tuna Luso                     | Brasil         | 1996        |
| Paysandu                      | Brasil         | 1997        |
| Pelotas                       | Brasil         | 1997        |
| Júbilo Iwata                  | Japón          | 1998        |
| Juventude                     | Brasil         | 1999        |
| Internacional                 | Brasil         | 1999        |
| Juventude                     | Brasil         | 2000        |
| Figueirense                   | Brasil         | 2000 - 2001 |
| Vila Nova                     | Brasil         | 2001 - 2002 |
| São José                      | Brasil         | 2003        |
| Pelotas                       | Brasil         | 2003        |
| Al-Ahli                       | Arabia Saudita | 2003 - 2005 |
| CSA                           | Brasil         | 2005 - 2006 |
| Pelotas                       | Brasil         | 2006 - 2007 |
| Duque de Caxias               | Brasil         | 2007 - 2008 |
| CRB                           | Brasil         | 2009        |